# Dschardschan
Der Dschardschan (russisch Джарджан, auch Djardjan, Дярдян) ist ein rechter Nebenfluss der Lena im Norden der Republik Sacha in Ostsibirien.
Er entsteht am Zusammenfluss von Malyr-Jurege (Малыр-Юрэгэ) und Sijekotendscha (Сиэкотэнджа) am Westhang der  Orulgan-Kette im Werchojansker Gebirge. Er fließt in überwiegend westlicher Richtung und erreicht nach 297 km den Unterlauf der Lena. Das Einzugsgebiet umfasst 11.400 km². 